# Lucienne Bréval
Lucienne Bréval (Zurigo, 4 novembre 1869 – Neuilly-sur-Seine, 15 agosto 1935) è stata un soprano drammatico svizzero che ebbe una grande carriera operistica internazionale dal 1892 al 1918.
Sebbene sia apparsa in tutta Europa e negli Stati Uniti, la Bréval trascorse gran parte della sua carriera esibendosi all'Opéra di Parigi, dove diventò un'interprete molto ammirata nei ruoli del grand opéra francese e delle eroine wagneriane. Era anche specializzata nelle opere di Gluck e Rameau, divenendo legata in particolare al ruolo di protagonista in Armide di Gluck e Hippolyte et Aricie di Rameau. Una delle preferite dei compositori del suo tempo, come Massenet e Dukas, la Bréval cantò in numerose première mondiali durante la sua carriera.

## Biografia
Nata con il nome di Bertha Agnès Lisette Schilling, inizialmente la Bréval studiò come pianista a Losanna e brevemente a Ginevra prima di decidere di intraprendere la carriera d'opera. Studiò canto con Victor Warot al Conservatorio di Parigi prima di debuttare all'Opéra di Parigi nel 1892 come Selika in L'Africaine di Giacomo Meyerbeer.

### All'Opéra de Paris
La Bréval divenne soprano principale all'Opéra di Parigi e vi rimase fino al 1919.  I suoi ruoli con la compagnia comprendevano diverse anteprime mondiali tra cui La Montagne Noire (1895) di Augusta Holmès, Le fils de l' étoile (1904) di Camille Erlanger, Ariane et Barbe-bleue (1907) di Dukas, Bacchus (1909) di Massenet e i ruoli della protagonista in Ariane (1906) di Massenet e Monna Vanna (1909) di Henry Février. È stata anche Kundry nella prima rappresentazione francese di Parsifal (1914) di Wagner.
Altri suoi ruoli importanti all'Opera di Parigi comprendono Brünnhilde ne La Valchiria di Richard Wagner (1893), Venus in Tannhäuser di Wagner (1895), Marguerite in La damnation de Faust di Hector Berlioz (1897) e il ruolo da protagonista in Hippolyte et Aricie di Rameau (1908).
La Bréval apparì anche occasionalmente in produzioni dell'Opéra-Comique di Parigi. In particolare interpretò il ruolo principale nella prima mondiale di Grisélidis di Massenet nel 1901 e nel 1910 cantò Lady Macbeth nella première del Macbeth di Ernst Bloch, che il compositore le aveva dedicato.

### Carriera internazionale
Nel 1899 la Bréval fece la sua prima apparizione alla Royal Opera, Covent Garden come Valentine in Gli ugonotti di Meyerbeer. Due anni dopo fece il suo debutto americano alla Metropolitan Opera come Chimène in Le Cid, cantando anche in La Valchiria e nella prima americana di Salammbô di Ernest Reyer. Cinque anni dopo tornò al Covent Garden per la seconda e ultima volta nel ruolo della protagonista di Armide di Gluck. Nel 1913 creò il ruolo principale nella Pénélope di Fauré all'Opéra de Monte-Carlo; altri ruoli da protagonista furono in Amy Robsart di Isidore De Lara e Carmen di Bizet.
Per tutta la sua carriera la Bréval è apparsa in recital e concerti in tutta Europa, tra questi in spettacoli in Italia, Inghilterra, Germania, Olanda, Belgio, Svizzera e in tutta la Francia. Nonostante la sua grande reputazione in Europa, non fu accolta altrettanto bene in America poiché i critici ritenevano che il suo canto mancasse di smalto e descrivevano la sua recitazione come "semaforica". Dopo il suo ritiro dal palcoscenico nel 1919, la Bréval insegnò canto a Parigi.

## Incisioni
L'unica registrazione sonora della Bréval fu fatta su un Cilindri Mapleson durante un'esecuzione de L'Africaine al Metropolitan Opera.

## Repertorio
| Ruolo      | Titolo                          | Autore    |
| ---------- | ------------------------------- | --------- |
| Margherita | La dannazione di Faust          | Berlioz   |
| Carmen     | Carmen                          | Bizet     |
| Arianna    | Arianna e Barbablù              | Dukas     |
| Penelope   | Penelope                        | Fauré     |
| Ifigenia   | Ifigenia in Aulide              | Gluck     |
| Armida     | Armida                          | Gluck     |
| Chimena    | Il Cid                          | Massenet  |
| Grisélidis | Grisélidis                      | Massenet  |
| Arianna    | Bacco                           | Massenet  |
| Valentina  | Gli ugonotti                    | Meyerbeer |
| Sélika     | L'africana                      | Meyerbeer |
| Aricia     | Ippolito e Aricia               | Rameau    |
| Salammbô   | Salammbô                        | Reyer     |
| Venere     | Tannhäuser                      | Wagner    |
| Brunilde   | La Valchiria                    | Wagner    |
| Eva        | I maestri cantori di Norimberga | Wagner    |
| Kundry     | Parsifal                        | Wagner    |